# Dirphia lepta
Dirphia lepta är en fjärilsart som beskrevs av Druce 1890. Dirphia lepta ingår i släktet Dirphia och familjen påfågelsspinnare. Inga underarter finns listade i Catalogue of Life.